# イオン柳津店
イオン柳津店（イオンやないづてん）は、岐阜県岐阜市柳津町本郷にあるイオンリテール株式会社が運営・管理するショッピングセンター。旧名称は「ジャスコシティ柳津」（ジャスコシティやないづ）。

## 概要
岐阜県岐阜市の旧柳津町地区に立地している。
東側の木曽川対岸にイオンモール木曽川という自社内の競合店が立地している。
映画館は併設されていないため、映画館へは西側のカラフルタウンか、東側の木曽川店に行く必要があり、イオンシネマの場合は、各務原店まで行く必要がある。
当店の事務所内には、イオンリテールの西愛知岐阜事業部が入居しており、前述の木曽川店・小牧店・扶桑店・春日井店と岐阜県内の各店舗を管轄している。
元々は大洋紡績（現・タイヨーボー）の工場の敷地に建設されたものである。2024年現在、タイヨーボーの本社所在地はイオン柳津店と同じ住所であり、建物内に存在する。

## 沿革
- 1979年（昭和54年）8月31日 - 開店。大洋紡績（現・タイヨーボー）の工場の敷地の一部を開発した建物であり、正式名称は大洋ショッピングセンター。店舗名は「ジャスコタウン柳津」。
- 1996年（平成8年）4月26日 - 南隣の紡績工場を廃して地上4階建て（4階、屋上階は駐車場）に建て替え開店。店舗名を「ジャスコシティ新柳津」と変更。（5年後に「新」を削除）、駐車場は平面・立体駐車場合わせて1600台（当時）[2]。旧・ジャスコタウン柳津な跡地は平面駐車場となる。
- 2004年（平成16年）6月 - 食品売場のみ24時間営業を開始。
- 2006年（平成18年）10月 - 食品売場の24時間営業終了。10時（特定日は9時）開店、23時閉店に戻る。
- 2010年（平成22年）11月 - 2・3階部分の全面改装を実施、3階においてはほぼ全床、大型家具店・ファニチャードーム柳津店開店。
- 2011年（平成23年）3月1日 - GMS事業の再編に伴い、運営会社がイオンリテールに吸収合併され「イオン柳津店」へ店名変更。
- 2016年（平成28年）5月27日 - 1階と2階の一部を全面改装を実施。特に1階を全面改装し、その他一部の専門店街もリニューアル。
- 2019年（令和元年）8月4日 - ファニチャードームが閉店。
- 2020年（令和2年）1月24日 - 服部家具センターがファニチャードームの跡地に入店。

## フロアとテナント

### フロア概要
核店舗のイオン柳津店と28の専門店で構成される。
| 階  | フロア概要                                   |
| --- | -------------------------------------------- |
| R階 | 屋上駐車場                                   |
| 4階 | 屋内駐車場                                   |
| 3階 | 家具・ホームファッションと快適生活のフロア   |
| 2階 | ファミリーファッションとホビ―のフロア        |
| 1階 | フレッシュフーズとファッション・雑貨のフロア |

### 主なテナント
1階
- スガキヤ（ラーメン）
- ベーカーシェフ（パン）
- キングラム（買取）

2階
- ダイソー（100円ショップ）
- 宮脇書店（書籍）
- マジックミシン（お直し）

3階
- 服部家具センター（インテリア）
- キッズユーエスランド（室内遊園地）

別棟
- チャンスセンター（宝くじ）

テナント情報は2022年（令和4年）5月時点。
出店テナント全店の一覧詳細情報は公式サイト「専門店」「フロアガイド」を、営業時間およびATMを設置している金融機関の詳細は公式サイト「営業時間」を参照。
又、イオン柳津専門店街サイトでもショップやフロア情報を掲載している。

## アクセス
岐阜県道154号線 笠松墨俣線、岐阜県道151号線 岐阜羽島線沿いに位置している。

### 鉄道
- 名鉄竹鼻線 - 柳津駅から徒歩で約8分、西笠松駅から徒歩で約20分。

### 自動車
- 東海北陸自動車道 - 一宮木曽川ICより約15分、尾西ICより約24分。
- 岐大バイパス（国道21号） - 下川手ICより約8分。

### 駐車場
当施設の駐車場は、1,145台利用可能である。
| 施設駐車場 | 駐車可能時間     | 備考         |
| ---------- | ---------------- | ------------ |
| 平面駐車場 | 7:00 - 23:00     |              |
| 4階駐車場  | 7:00 - 23:00     | 高さ制限2.2m |
| 屋上駐車場 | 土日祝のみ利用可 | 高さ制限2.2m |

## 周辺
- 名鉄竹鼻線 - 柳津駅
- 岐阜市食肉地方卸売市場
- 聖徳自動車学園

### 公式サイト
- イオン柳津店
- イオン柳津専門店街